# Paradise Road
Paradise Road is een Amerikaans-Australische film, gemaakt in 1997 onder regie van Bruce Beresford. Het is de verfilming van een waar gebeurd verhaal, dat zich afspeelt in de Tweede Wereldoorlog tijdens de Japanse bezetting op het eiland Sumatra, in het toenmalige Nederlands-Indië. Het scenario van de film is gebaseerd op de dagboekaantekeningen White Coolies van Betty Jeffrey, Hobart, Tasmanië 14 mei 1908 - Melbourne, 20 september 2000, en op het boek De kracht van een lied. Overleven in een vrouwenkamp van Helen Colijn (1920-2006, dochter van Anton Colijn).

## Korte inhoud
Op 7 december 1941, de eerste dag dat Japan deelneemt in de Tweede Wereldoorlog, wordt het handelscentrum van Singapore aangevallen. De Europese bevolking besluit om de nieuwe vijand Japan te ontvluchten en onder het motto “vrouwen en kinderen eerst” vertrekt al spoedig een schip richting Australië. Dat doel wordt niet bereikt. Het schip wordt op zee gebombardeerd en zinkt. Een groot deel van de passagiers wordt gered en komt aan op het eiland Sumatra, dat reeds bezet is door Japan. Zij worden gevangengenomen en met 300 andere vrouwen en kinderen geïnterneerd in een vrouwenkamp.
De film verhaalt hoe velen van deze grote groep vrouwen en kinderen weten te overleven in het kamp. Door samen te werken en elkaar te ondersteunen. De vier hoofdrolspeelsters weten elkaar te vinden door hun gemeenschappelijke belangstelling voor muziek. Zij besluiten onder de primitieve omstandigheden van het kamp een vocaal orkest, een stemmenorkest, op te richten. Vanuit hun geheugen schrijven zij de muziek op, zoals ze zich die herinneren en studeren die de kampgenotes in. Zo ontstaat een repertoire van vocale orkestmuziek zoals het Largo uit de 9-de symfonie Uit de Nieuwe Wereld van Antonín Dvořák, een menuet van Ludwig van Beethoven, het Andante Cantabile uit een strijkkwartet van Tsjaikovski en vele andere werken. Ook worden koralen op tekst of een vocaal gezongen.
Aan het eind van de film (en de oorlog) weet het stemmenorkest zelfs de Japanse gevangenbewaarders te charmeren.
Zijdelings komt in deze film ook aan de orde hoe de Japanse militaire bezetting vrouwen werft om onder het voorwendsel van betere leefomstandigheden dan het kamp zich beschikbaar te stellen als troostmeisje.

## Rolverdeling
| Acteur                | Personage                 |
| --------------------- | ------------------------- |
| Glenn Close           | Adrienne Pargiter         |
| Frances McDormand     | Dr. Verstak               |
| Pauline Collins       | Daisy "Margaret" Drummond |
| Julianna Margulies    | Topsy Merritt             |
| Cate Blanchett        | Susan Macarthy            |
| Jennifer Ehle         | Rosemary Leighton-Jones   |
| Wendy Hughes          | Mrs. Dickson              |
| Johanna ter Steege    | Wilhelmina                |
| Elizabeth Spriggs     | Mrs. Roberts              |
| Pamela Rabe           | Mrs. Tippler              |
| Clyde Kusatsu         | Tomiashi                  |
| Stan Egi              | Tanaka                    |
| David Chung           | Mr. Tomio                 |
| Sab Shimono           | Hirota                    |
| Penne Hackforth-Jones | Mrs. Pike                 |
| Pauline Chan          | Wing                      |
| Lisa Hensley          | Edna                      |
| Susie Porter          | Oggi                      |
| Anita Hegh            | Bett                      |
| Tessa Humphries       | Celia Roberts             |
| Lia Scallon           | Mrs. O'Riordan            |
| Marta Dusseldorp      | Helen van Praagh          |
| Marijke Mann          | Mrs. Cronje               |
| Aden Young            | Bill Seary                |
| Paul Bishop           | Dennis Leighton-Jones     |
| Stephen O'Rourke      | William Pargiter          |
| Vincent Ball          | Mr. Dickson               |
| Nicholas Hammond      | Marty Merritt             |
| Steven Grives         | Westmacott                |
| Robert Grubb          | Downes                    |
| Arthur Dignam         | Mr. Pike                  |
| Tanya Bird            | Siobhan O'Riordan         |
| Alwine Seinen         | Millie                    |
| Kitty Clignett        | Anna                      |
| Shira Van Essen       | Antoinette van Praagh     |
| Yoshi Adachi          | Mr. Moto                  |
| Mitsu Sato            | Rags                      |
| Taka Nagano           | Boris                     |
| Koji Sasaki           | Lefty                     |
| Julie Anthony         | zangeres                  |
| Geoffrey Ogden-Brown  |                           |
| Jason Arden           | Edgar                     |
| Kristine McAlister    | Heffernan                 |
| Jesse Rosenfeld       | Danny Tippler             |
| Phillip Stork         | Michael Tippler           |
| John Elcock           | Seaman Francis            |
| Hamish Urquhart       | Aran O'Riordan            |
| Jemal Blattner        | oude Aran O'Riordan       |
| John Proper           | Murchison                 |
| Shigenori Ito         | DrMizushima               |
| Geoff O'Halloran      | zeeman                    |
| Chi Yuen Lee          | Chinese man               |
| Ping Pan              | Chinese man               |

## Nederland en Paradise Road

### Helen Colijn
Een van de boeken, De kracht van een lied. Overleven in een vrouwenkamp, waarop Paradise Road is gebaseerd, is geschreven door Helen Colijn. Zij is van Nederlandse afkomst, kleindochter van de politicus dr. H. Colijn, geboren in Engeland, 21 november 1920 - Raalte, 26 april 2006, en heeft bijna haar hele leven in de Verenigde Staten gewoond. Bij het uitbreken van de Tweede Wereldoorlog was zij met haar ouders en zusters in het voormalig Nederlands-Indië. Samen met twee zusters werd zij vanaf 1943 geïnterneerd in meerdere vrouwenkampen op Sumatra. Ook haar moeder en haar vader waren geïnterneerd. Pas na de oorlog vonden de zusters hun moeder terug. Haar beide zusters zongen mee in het stemmenorkest. Haar vader overleefde zijn internering in een ander Japans kamp dicht bij dat van de zussen niet. Pas in 1980 kwam de muziek die in het kamp was opgeschreven in de openbaarheid. De originele bladmuziek is gearchiveerd in de muziekbibliotheek van de universiteit van Stanford (USA).

### Leny van Schaik en het Vrouwenkoor Malle Babbe
In de film worden de koorgedeelten gezongen door het Vrouwenkoor Malle Babbe uit Haarlem onder leiding van de dirigente Leny van Schaik. Leny van Schaik was als musical director betrokken bij de vervaardiging van de film en heeft de hoofdrolspeelster Glenn Close aanwijzingen gegeven hoe een (overigens in playback zingend) koor te dirigeren.